# Jon Cortina
Jon Cortina Garaigorta S.J. (Bilbao, 8 de diciembre de 1934 - Ciudad de Guatemala, 12 de diciembre de 2005) fue un sacerdote jesuita e ingeniero español nacionalizado salvadoreño, fundador de la Asociación Pro-Búsqueda de Niñas y Niños Desaparecidos.
Estudió Teología en Fráncfort -con su amigo y compañero Jon Sobrino, también bilbaíno-.
Se doctoró en Ingeniería, realizando una tesis sobre movimientos sísmicos en El Salvador.
Se trasladó a El Salvador en 1955, y trabajó en la construcción de puentes, pozos y carreteras, además de su trabajo pastoral y de denuncia de violaciones de derechos humanos, en el que colaboró con el también jesuita Rutilio Grande. Cuando Grande fue asesinado en 1977, el arzobispo Óscar Romero encomendó al padre Jon que le sucediera en la parroquia de Aguilares.
También impartió clases de Ingeniería en la Universidad Centroamericana José Simeón Cañas (UCA). Desde esta universidad, varios profesores, como el propio Cortina, Jon Sobrino e Ignacio Ellacuría reclamaban justicia para El Salvador y otros pueblos de Centroamérica.
Su mensaje molestaba a sectores del poder y el 16 de noviembre de 1989, un grupo de 26 militares salvadoreños -19 de ellos entrenados en la Escuela de las Américas de Estados Unidos- entró en la UCA y mató a seis jesuitas -Ellacuría entre ellos-, a una empleada y a la hija de esta.
Dos de los jesuitas del grupo sobrevivieron por no encontrarse en la universidad: Sobrino se hallaba en Asia, y Cortina en Chalatenango, ya que desde esa década de los ochenta vivía en la pequeña comunidad de Guarjila.
En un primer momento se pensó que Cortina también había sido asesinado; y él mismo pudo oír su nombre en la lista de bajas cuando escuchó la noticia en la radio a la mañana siguiente.
El asesinato de sus compañeros no hizo que el padre Jon Cortina abandonara el trabajo en favor de los derechos humanos. Acabada la guerra, y preocupado por los testimonios de gentes de Guarjila y de otros lugares, Jon se puso a documentar, junto con Ralph Sprenkels, un investigador de derechos humanos holandés, el problema de los secuestros de niños que militares y policías habían cometido durante el conflicto armado. Aunque miembros de la Comisión de la Verdad habían recogido testimonios sobre estos secuestros, el informe de dicha Comisión no trató el tema de manera exhaustiva, ni propuso soluciones para la búsqueda de los niños. En 1994, Cortina fundó la Asociación Pro Búsqueda de Niños, junto con la licenciada Mirna Perla de Anaya, Ralph Sprenkels, Dorothee Molders y los familiares de niños desaparecidos Magdalena Ramos, Francisca Dubón y Francisco Abrego. Pro-Búsqueda se centró en la localización de los menores desaparecidos y el reencuentro de ellos con sus familias. El padre Jon fungió como vocero y presidente de la Asociación.
Hasta la muerte del padre Jon en 2005, de los 754 casos investigados, la Asociación Pro Búsqueda ha logrado que 172 jóvenes reencuentren a sus familias, ha descubierto que 39 habían muerto y ha localizado a otros 90 sin llegar al reencuentro, mientras que 453 continúan desaparecidos. A la mayoría de estos jóvenes se les había dicho que sus padres habían muerto o que los habían abandonado. Algunos habían sido adoptados por familias en El Salvador, pero otros en Estados Unidos, Europa o Canadá.

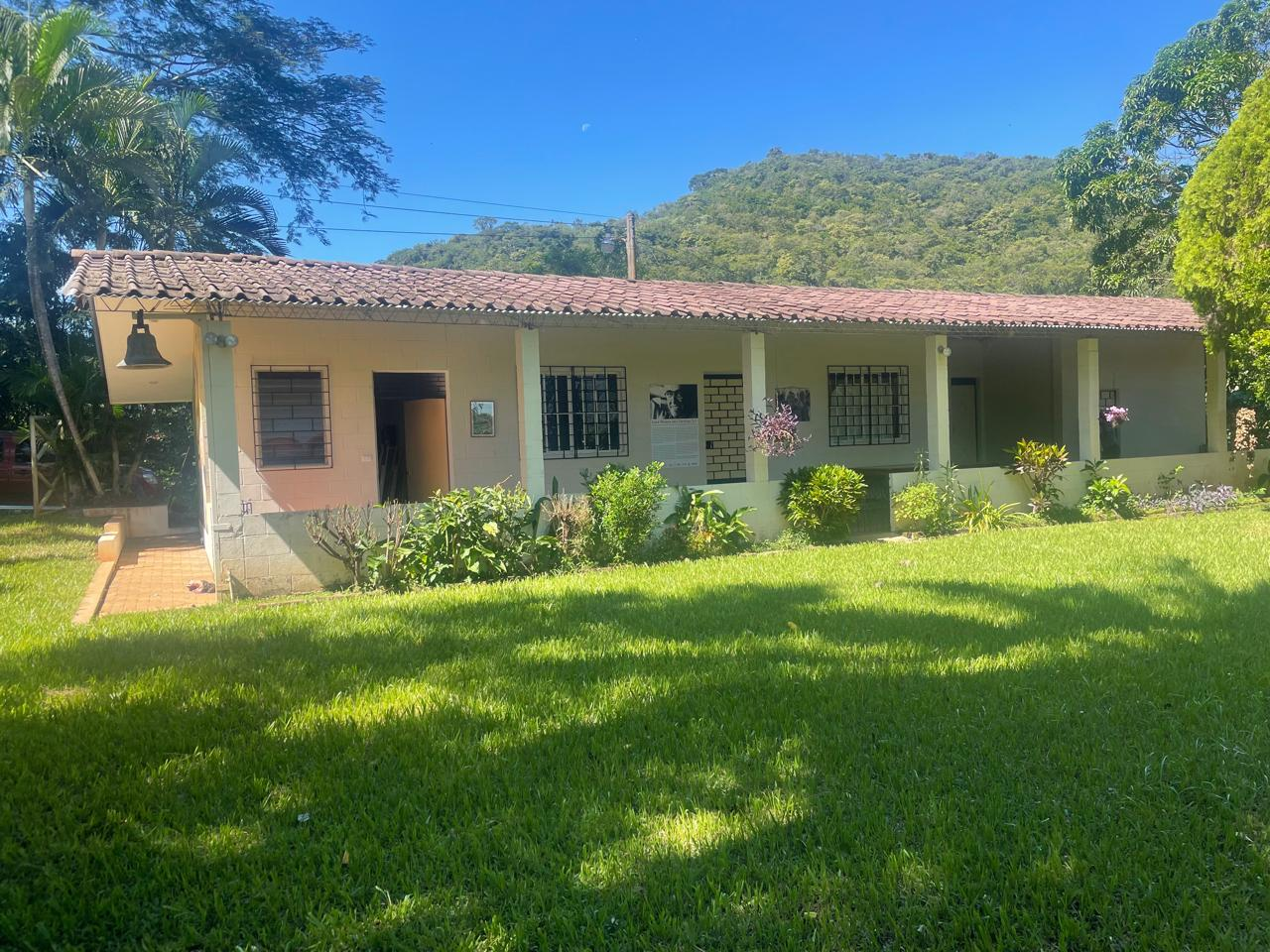

Tras su muerte, en 2006, se creó la Casa Museo Jon Cortina en el lugar donde vivió sus últimos nueve años en Guarjila. Después de un cierre por problemas de infraestructura, la casa museo volvió a abrir en 2021. Un espacio donde se expone la memoria de la comunidad de Guarjila y el legado del padre. La exhibición se divide en la biografía del sacerdote; los proyectos comunitarios que apoyó (construcción del puente en el río Sumpul o la clínica Ana Manganaro); su vida religiosa y académica; y, su trabajo por la defensa de los derechos humanos. 
El 27 de noviembre de 2005 sufrió un derrame cerebral mientras se encontraba en Ciudad de Guatemala. Fue ingresado en el Hospital Nuestra Santísima Señora del Pilar, pero no superó la afección y murió semanas después.
En 2007 recibió el Premio Internacional Jaime Brunet a título póstumo la promoción de los Derechos Humanos.